# Epaizi
Epaizi (kinesiska: 二牌子, 二牌子乡) är en socken i Kina. Den ligger i den autonoma regionen Inre Mongoliet, i den norra delen av landet, omkring 690 kilometer öster om regionhuvudstaden Hohhot.
Genomsnittlig årsnederbörd är 665 millimeter. Den regnigaste månaden är juni, med i genomsnitt 130 mm nederbörd, och den torraste är januari, med 3 mm nederbörd.